# Hiéroglyphes micmacs
Pour les articles homonymes, voir Hiéroglyphe.
Les hiéroglyphes micmacs étaient un système d’écriture employé par les Micmacs, une Première Nation de la côte est du Canada. Ils constituent un système logographique, bien qu’ils comportent également des éléments phonétiques. En langue micmaque, on nomme ces symboles komkwejwika’sikl, « écriture d'esturgeon », nom dû à la ressemblance entre les hiéroglyphes et les traces laissées par les esturgeons dans la boue du lit des rivières.

## Origines
Le Père Chrétien Le Clercq, missionnaire catholique en Gaspésie dès 1675, affirma avoir vu des enfants micmacs écrire des symboles sur de l’écorce de bouleau en guise d’aide-mémoire. La gravure se faisait parfois à l’aide d’épines de porc-épic. Le Clercq adapta ces symboles aux prières écrites, quitte à en développer de nouveaux. Ce nouveau système d’écriture devint populaire chez les Micmacs et fut utilisé jusqu’au XIXe siècle.
Dans la mesure où il n’existe aucun témoignage historique ou archéologique de l’existence de ces symboles avant l’arrivée du missionnaire, on ignore de quand date leur apparition. Leur relation avec les pétroglyphes micmacs est également incertaine.
Le biologiste et épigraphe amateur Barry Fell affirma que les hiéroglyphes micmacs étaient d’origine égyptienne.
Les épigraphes plus traditionnels ont rejeté cette hypothèse, la jugeant sans fondement.

## Exemple
| Texte du rite de confirmation | Texte du rite de confirmation en hiéroglyphes micmacs. Le texte signifie Koqoey nakla msɨt telikaqumilálaji? – littéralement « Pourquoi / ces / tout / après qu’il le leur fit ? », ou « Pourquoi toutes ces différentes étapes sont-elles nécessaires ? ». |

## Fiction
Dans son roman L'Ensorceleuse de Pointe-Lévy, l'écrivain Sébastien Chartrand offre une explication fictive selon laquelle les hiéroglyphes micmacs auraient été une langue écrite à idéogrammes partagées[Quoi ?] par toutes les nations amérindiennes et dont on retrouve peu de traces à cause d'un tabou interdisant l'usage de support permanent. Dans la suite de ce roman, La Voyante des Trois-Rivières, il en attribue l'invention aux Maymaygwashis, le peuple des eaux du folklore ojibwé.